# Балка Холодна (притока Грузької)
Ба́лка Холо́дна — балка (річка) в Україні у Гірницькому районі м. Макіївки Донецької області. Ліва притока річки Грузької (басейн Азовського моря).

## Опис
Довжина балки приблизно 9,70 км, найкоротша відстань між витоком і гирлом — 7,68 км, коефіцієнт звивистості річки — 1,26. Формується декількома балками та загатами.

## Розташування
Бере початок на південно-східній околиці селища Колосникове. Тече переважно на південний захід через селища Холодне, Вугляр і на північно-західній околиці селища Маяк впадає в річку Грузьку, ліву притоку річки Кальміусу.

## Цікаві факти
- Біля витоку балки на північній стороні на відстані приблизно 727 м пролягає автошлях Н21[3] (автомобільний шлях національного значення на території України, Старобільськ — Луганськ — Хрустальний — Макіївка — Донецьк. Проходить територією Луганської та Донецької областей).
- На балці є шахта «Холодна балка» та багато териконів[2].
- У XIX столітті на балці існувало декілька колоній[1].